# Josef Maria Boehm
Josef Maria Boehm (* 7. August 1908 in Unterhimmel; † 31. Dezember 1973 in Huntsville (Alabama)) war ein österreichisch-deutscher Ingenieur und NASA-Raketenexperte.

## Leben
Josef Boehm wurde zwar im Jahr 1908 im heutigen Österreich geboren, entstammt jedoch einer nordböhmischen Familie und wuchs in Teplitz-Schönau und Brüx auf. Nach dem Maschinenbaustudium an der TH Dresden war er in der Raketenforschung tätig, seit 1939 in Peenemünde gemeinsam mit Helmut Hölzer. Im Jahr 1945 kam er mit Wernher von Braun in die USA, wo er im Rahmen der NASA als einer der Pioniere der Raumfahrt teilhatte an Forschungen und Experimenten, die schließlich zum Apollo-Programm Skylab führten. Er arbeitete in Fort Bliss, Texas, in White Sands und dann in Huntsville. Seit 1960 war er Leiter der Abteilung Führung und Steuerung in dem Bereich Elektromechanische Entwicklung im NASA Marshall Space Flight Center. In Nachrufen in den USA wird er als hervorragender Techniker gewürdigt. Beerdigt ist er auf dem Maple Hill Cemetery in Huntsville.